# Nard
Nard je naselje u Hrvatskoj, regiji Slavoniji u Osječko-baranjskoj županiji i nalazi se u sastavu grada Valpova.

## Zemljopisni položaj
Nard se nalazi na 90 metara nadmorske visine u nizini istočnohrvatske ravnice i na desnoj obali rijeke Drave. Selo se nalazi na županijskoj cesti ŽC 4053 Valpovo- Nard. Susjedna naselja: zapadno se nalazi grad Valpovo, a južno se nalazi Šag. Sjeverozapadno se nalazi grad Belišće, a jugoistočno niz rijeku Dravu nalaze se Petrijevci naselje u istoimenoj općini. Preko rijeke Drave se nalazi Baranja. Pripadajući poštanski broj je 31550 Valpovo, telefonski pozivni 031 i registarska pločica vozila OS (Osijek). Površina katastarske jedinice naselja Nard je 17,14 km2.

## Stanovništvo
| broj stanovnika | 523   | 524   | 517   | 573   | 630   | 690   | 671   | 750   | 665   | 749   | 718   | 654   | 623   | 608   | 545   | 516   | 377   |
|                 | 1857. | 1869. | 1880. | 1890. | 1900. | 1910. | 1921. | 1931. | 1948. | 1953. | 1961. | 1971. | 1981. | 1991. | 2001. | 2011. | 2021. |

## Crkva
U selu se nalazi rimokatolička crkva Sv. Katarine, djevice i mučenice koja pripada katoličkoj župi Bezgrješnog začeća BDM u Valpovu i valpovačkom dekanatu Đakovačko-osječke nadbiskupije. Crkveni god (proštenje) ili kirvaj slavi se 25. studenog.

## Obrazovanje i školstvo
U selu se nalazi škola do 4. razreda, a koja radi u sklopu Osnovne škole Matija Petar Katančić Valpovo.

## Kultura
- Kulturno umjetničko društvo Nard

## Šport
- NK Drava Nard 2. ŽNL Osječko-baranjska, NS Valpovo

## Zanimljivosti
- U Nardu se također nalazi i krilo aviona iz 2. svjetskog rata, koji se srušio u neposrednoj blizini Narda.

## Ostalo
- Dobrovoljno vatrogasno društvo Nard
- Udruga športskih ribolovaca "Šaran" Nard
- Lovačko društvo "Prepelica" Šag Nard
- Udruga "Labov" Nard

## Vanjske poveznice
- http://www.valpovo.hr/
- http://oskatancic.hr/
- http://www.zupa-valpovo.com/  Arhivirana inačica izvorne stranice od 1. veljače 2014. (Wayback Machine)